# Park Plaza Hotels & Resorts
Park Plaza Hotels & Resorts è una catena alberghiera di 39 hotel operanti in Europa, Medio Oriente, Stati Uniti e Asia, di cui 6 hotel sono a Londra, 3 ad Amsterdam e 2 a Berlino.
Gli hotel sono sia di proprietà che gestiti in franchise da operatori indipendenti.
Nel 2000 Carlson Hotels acquisisce il marchio.